# Judy Garland
Judy Garland (Grand Rapids, Minnesota, 1922. június 10. – London, 1969. június 22.) Golden Globe és többszörös Grammy-díjas amerikai filmszínésznő és énekes.  Legismertebb szerepe Dorothy, az Óz, a csodák csodája című filmből. Liza Minnelli édesanyja.

## Életpályája
Egy minnesotai baptista családban született Francis Avent Gumm és Anne Marion Milne gyermekeként. A család angol-ír-skót származású volt. Gyermekként először színpadi produkciókban a családjával lépett fel, mígnem még tizenévesként szerződtette a Metro-Goldwyn-Mayer. Itt több mint két tucat filmet forgatott, ebből kilencet a kedvenc gyermekkori partnerével, Mickey Rooney-val.
Miközben karrierjét sikerek kísérték, Garland mindvégig magánéleti problémákkal küzdött. Ötször házasodott, egyszer kísérelt meg öngyilkosságot. Többször került szanatóriumba gyógyszerfüggőség miatt. Amikor az MGM-nél kezdett dolgozni, rákényszerítették az étvágycsökkentőkre, hogy kislányosabb legyen; serkentőszerekre, hogy akár 72 órán át is forgathassanak szünet nélkül; altatókra, hogy a serkentőktől alvásképtelen gyerek néhány órát tudjon aludni. Ébredés után étvágycsökkentőt és serkentőszereket (amfetamint) kapott, a forgatás végeztével altatót. A gyógyszerfüggőséget az Óz forgatása után már nem tudta leküzdeni. Halálát is nyugtató-túladagolás okozta.
Három gyermeket, Liza Minnellit, Lorna Luftot és Joey Luftot hagyott hátra.

### Emlékezete
2001-ben egy kétrészes életrajzi tévéfilmet mutattak be Garlandról lánya, Lorna Luft könyve alapján. A Judy Garland: Én és az árnyékaim című produkcióban Judy Davis és Tammy Blanchard alakította a színésznőt. Életének utolsó hónapjairól Rupert Goold készített 2019-ben filmet Judy címmel. A színésznőt a filmben Renée Zellweger formálta meg.

## Filmjei
| Év   | Magyar cím                 | Eredeti cím                | Szerep                                    | Magyar hang        | Rendező               |
| ---- | -------------------------- | -------------------------- | ----------------------------------------- | ------------------ | --------------------- |
| 1936 |                            | Pigskin Parade             | Sairy Dodd                                |                    | David Butler          |
| 1937 |                            | Broadway Melody of 1938    | Betty Clayton                             |                    | Roy Del Ruth          |
| 1937 |                            | Thoroughbreds Don't Cry    | Cricket West                              |                    | Alfred E. Green       |
| 1938 |                            | Everybody Sing             | Judy Bellaire                             |                    | Edwin L. Marin        |
| 1938 |                            | Love Finds Andy Hardy      | Betsy Booth                               |                    | George B. Seitz       |
| 1938 |                            | Listen, Darling            | "Pinkie" Wingate                          |                    | Edwin L. Marin        |
| 1939 | Óz, a csodák csodája       | The Wizard of Oz           | Dorothy Gale                              | Váradi Hédi        | Victor Fleming        |
| 1939 | Óz, a csodák csodája       | The Wizard of Oz           | Dorothy Gale                              | Kútvölgyi Erzsébet | Victor Fleming        |
| 1939 | Óz, a csodák csodája       | The Wizard of Oz           | Dorothy Gale                              | Szinetár Dóra      | Victor Fleming        |
| 1939 | Óz, a csodák csodája       | The Wizard of Oz           | Dorothy Gale                              | Huszárik Kata      | Victor Fleming        |
| 1939 |                            | Babes in Arms              | Patsy Barton                              |                    | Busby Berkeley        |
| 1940 |                            | Andy Hardy Meets Debutante | Betsy Booth                               |                    | George B. Seitz (2)   |
| 1940 |                            | Strike Up the Band         | Mary Holden                               |                    | Busby Berkeley (2)    |
| 1940 |                            | Little Nellie Kelly        | Nellie Noonan Kelly / Little Nellie Kelly |                    | Norman Taurog         |
| 1941 |                            | Ziegfeld Girl              | Susan Gallagher                           |                    | Robert Z. Leonard     |
| 1941 |                            | Life Begins for Andy Hardy | Betsy Booth                               |                    | George B. Seitz (3)   |
| 1941 |                            | Babes on Broadway          | Penny Morris                              |                    | Busby Berkeley (3)    |
| 1942 |                            | For Me and My Gal          | Jo Hayden                                 |                    | Busby Berkeley (4)    |
| 1943 |                            | Presenting Lily Mars       | Lily Mars                                 |                    | Norman Taurog (2)     |
| 1943 |                            | Thousands Cheer            | önmaga                                    |                    | George Sidney         |
| 1943 |                            | Girl Crazy                 | Ginger Gray                               |                    | Norman Taurog (3)     |
| 1944 |                            | Meet Me in St. Louis       | Esther Smith                              |                    | Vincente Minnelli     |
| 1945 |                            | The Clock                  | Alice Mayberry                            |                    | Vincente Minnelli (2) |
| 1945 |                            | Ziegfeld Follies           | A csillag                                 |                    | Vincente Minnelli (3) |
| 1946 |                            | The Harvey Girls           | Susan Bradley                             |                    | George Sidney (2)     |
| 1946 | Amíg a felhők tovaszállnak | Till the Clouds Roll By    | Marilyn Miller                            | Vándor Éva         | Vincente Minnelli (4) |
| 1946 | Amíg a felhők tovaszállnak | Till the Clouds Roll By    | Marilyn Miller                            | Ruttkay Laura      | Vincente Minnelli (4) |
| 1948 |                            | The Pirate                 | Manuela Ava                               |                    | Vincente Minnelli (5) |
| 1948 | Húsvéti parádé             | Easter Parade              | Hannah Brown                              | Györgyi Anna       | Charles Walters       |
| 1948 |                            | Words and Music            | önmaga                                    |                    | Norman Taurog (4)     |
| 1949 |                            | In the Good Old Summertime | Veronica Fisher                           |                    | Robert Z. Leonard (2) |
| 1950 | Nyári előadás              | Summer Stock               | Jane Falbury                              | Balázs Ági         | Charles Walters (2)   |
| 1954 | Csillag születik           | A Star Is Born             | Esther Blodgett / Vicki Lester            | Ruttkay Laura      | George Cukor          |
| 1960 |                            | Pepe                       | önmaga                                    |                    | George Sidney (3)     |
| 1961 | Ítélet Nürnbergben         | Judgment at Nuremberg      | Irene Hoffmann-Wallner                    | Bánki Zsuzsa       | Stanley Kramer        |
| 1961 | Ítélet Nürnbergben         | Judgment at Nuremberg      | Irene Hoffmann-Wallner                    | Andresz Kati       | Stanley Kramer        |
| 1961 | Ítélet Nürnbergben         | Judgment at Nuremberg      | Irene Hoffmann-Wallner                    | Zborovszky Andrea  | Stanley Kramer        |
| 1962 |                            | Gay Purr-ee                | Mewsette (hangja)                         |                    | Abe Levitow           |
| 1963 | Gyermeki várakozás         | A Child Is Waiting         | Jean Hansen                               | Vándor Éva         | John Cassavetes       |
| 1963 | Örökké énekelnék           | I Could Go On Singing      | Jenny Bowman                              | Andresz Kati       | Ronald Neame          |
| 1963 | Örökké énekelnék           | I Could Go On Singing      | Jenny Bowman                              | Für Anikó          | Ronald Neame          |
| 1963 | Örökké énekelnék           | I Could Go On Singing      | Jenny Bowman                              | Csampisz Ildikó    | Ronald Neame          |

## Díjai, elismerései
- The Judy Garland Show (1962)
  - Emmy-díj  (1962), (1964) – Kiemelkedő teljesítmény varieté és zenés műsorban jelölés
- Ítélet Nürnbergben (1961)
  - Golden Globe-díj (1962) – Legjobb női mellékszereplő jelölés
  - Oscar-díj (1962) – Legjobb női mellékszereplő jelölés
- Csillag születik (1954)
  - Golden Globe-díj (1955) – Legjobb női főszereplő díj
  - BAFTA-díj (1956) – Legjobb női főszereplő jelölés
  - Oscar-díj (1955) – Legjobb női főszereplő jelölés
- 1999-ben az Amerikai Filmintézet beválasztotta az utóbbi 100 év 100 legnagyobb filmszínésznője közé.

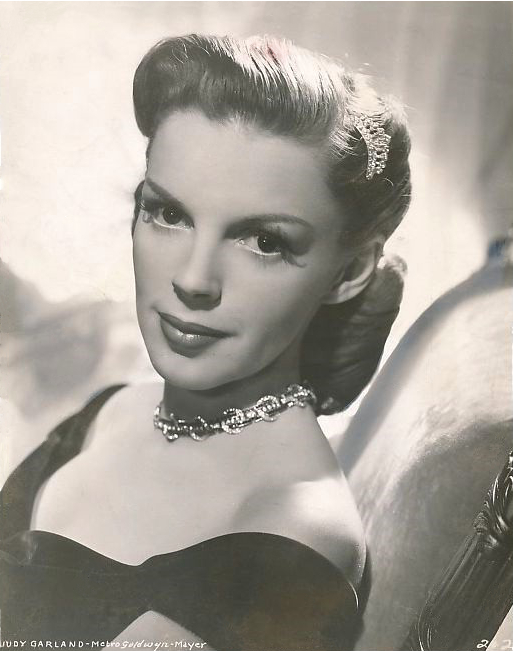